# 山田弘 (馬主)
山田 弘（やまだ ひろし、1946年7月21日 - ）は、日本の実業家（不動産会社経営）、馬主。

## 馬主活動

山田の勝負服

日本中央競馬会（JRA）および地方競馬全国協会（NAR）に登録する馬主として知られる。勝負服の柄は緑，黒袖，黄鋸歯形、冠名は特に用いない。祖父の影響で競馬ファンとなり、1956年の日本ダービーなども観戦していた。30代後半に日本ダイナースクラブで一口馬主となったのを経て、個人馬主の資格を1988年11月に取得。個人名義では2004年産馬の2頭より競走馬を所有しはじめた。後に岡田牧雄と知り合い、「俺と一緒に（馬を）持とうよ」と言われたことから、岡田スタッドで購買したマックスドリームを所有。本馬は現役時に石清水ステークス（1600万下）を勝利しオープンクラスにまで昇格した。
2015年になると、ダート路線で善戦していたサウンドトゥルーが本領を発揮するようになり、10月7日の日本テレビ盃を制覇、馬主資格取得から27年目にしての初のグレード制重賞制覇を果たした。さらに、年末の東京大賞典を制しGI級競走を初制覇、翌年にはチャンピオンズカップも制してJRA・GI初制覇を果たした。さらに2021年にはタイトルホルダーが弥生賞ディープインパクト記念を制し芝の重賞を初制覇、さらに菊花賞も制しクラシック初制覇を果たした。
なお、先に述べた岡田牧雄との繋がりから、近年の所有馬の多くは岡田スタッドの生産馬であり、タイトルホルダーの菊花賞制覇は岡田スタッドのクラシック初制覇となった。

## 主な所有馬

### GI級競走優勝馬
斜字は地方重賞。
- サウンドトゥルー（2015年東京大賞典、日本テレビ盃、JBCクラシック2着、チャンピオンズカップ3着、2016年チャンピオンズカップ、川崎記念2着、2017年JBCクラシック、川崎記念2着、2019年金盃、2020年金盃、東京記念）
- タイトルホルダー（2021年弥生賞ディープインパクト記念、菊花賞、2022年・2023年日経賞連覇、2022年天皇賞（春）、宝塚記念）

### その他の所有馬
- ホールドマイラブ[注 2]

なお、以前は一口馬主としても馬を所有しており、代表的な出資馬・共同所有馬にはダンスインザムード、ドゥラメンテ、ローズキングダム、ミトラがいた。